# Olympische Winterspiele 2014/Teilnehmer (Brasilien)
| Gelbes Symbol für Goldmedaillen mit stilisierten Olympischen Ringen | Graues Symbol für Silbermedaillen mit stilisierten Olympischen Ringen | Braundes Symbol für Bronzemedaillen mit stilisierten Olympischen Ringen |
| ------------------------------------------------------------------- | --------------------------------------------------------------------- | ----------------------------------------------------------------------- |
| —                                                                   | —                                                                     | —                                                                       |

Brasilien nahm an den Olympischen Winterspielen 2014 in Sotschi mit dreizehn Sportlern in sieben Sportarten teil. Ursprünglich sollte auch Laís Souza, die schon 2004 bei den olympischen Turnwettbewerben dabei war, am Freestyle-Skiing teilnehmen, doch wurde sie bei einem Trainingsunfall so schwer verletzt, dass sie nicht teilnehmen konnte.

## Teilnehmer nach Sportarten

### Biathlon
Frauen
- Jaqueline Mourão
  - 7,5 km Sprint (77. Platz)
  - Einzel 15 km (76. Platz)

### Bob
Frauen
- Sally Mayara da Silva
- Fabiana Santos
  - Zweier: 19. Platz (1. und 2. Lauf: Platz 18; 2. und 3. Lauf: Platz 19)

Männer
- Edson Bindilatti
- Fabio Gonçalves Silva
- Edson Martins
- Odirlei Pessoni
  - Vierer: (1. und 2. Lauf: Platz 28; 3. Lauf: Platz 30; 4. Lauf: als 29. nicht qualifiziert)

### Freestyle-Skiing
- Joselane Santos
  - Springen (1. Qualifikation: 20. Platz; 2. Qualifikation: 16. Platz; Gesamt: 22. Platz)

### Eiskunstlauf
- Isadora Williams

### Ski Alpin
| Athleten       | Wettbewerb   | Zeit        | Rang |
| -------------- | ------------ | ----------- | ---- |
| Frauen         |              |             |      |
| Maya Harrisson | Riesenslalom | 3:01,86 min | 54   |
| Maya Harrisson | Slalom       | 2:08,33 min | 39   |

| Athleten        | Wettbewerb   | Zeit                       | Rang                       |
| --------------- | ------------ | -------------------------- | -------------------------- |
| Männer          |              |                            |                            |
| Jhonatan Longhi | Riesenslalom | 2:08,33 min                | 39                         |
| Jhonatan Longhi | Slalom       | ausgeschieden (im 2. Lauf) | ausgeschieden (im 2. Lauf) |

### Skilanglauf
| Frauen - Jaqueline Mourão Sprint: 65. | Männer - Leandro Ribela |

### Snowboard
- Isabel Clark Ribeiro
Snowboardcross: im Viertelfinale ausgeschieden